# Phymatostetha hilaris
Phymatostetha hilaris är en insektsart som först beskrevs av Walker 1851.  Phymatostetha hilaris ingår i släktet Phymatostetha och familjen spottstritar. Inga underarter finns listade i Catalogue of Life.